# Вояньцюйді
Вояньцюйді (кит.: 握衍朐鞮; д/н — 57 до н. е.) — 11-й шаньюй держави хунну в 59—57 роках до н. е.

## Життєпис
Праонук шаньюя Ера, сина якого (діда Вояньцюйді) через малий вік було відсторонено від влади Сюйліху. Син західного тукі-вана (ім'я й діяльність невідомі). При народженні отримав ім'я Туцітан. Після смерті 59 року до н. е. Сюйлюй-Цюаньцюя за допомогою Чжуаньцюй, янчжі (дружини) останнього, та її брата східного великого цзюйкюя Дулункі зумів отримати трон в обхід синів померлого. Змінив ім'я на Вояньцюйді. Фактично владу розділив з дружиною й Дулункі.
Продовжив зусилля попередників щодо укладання мирного договору з імперією Хань. Негайно відправив молодшого брата Меньчжі до імператора Лю Бін'і.
Водночас наказав стратити сановників попереднього шаньюя, а потім почав переслідувати синів Сюйлюй-Цюаньцюя. Один з них — Цзіхоушань втік на захід до Ушаньму, де панував жичжо-ван (заступник східного гулі-вана) Сяньхяньшань (сина східного тукі-вана — офіційного спадкоємця Цєдіхоу), який сам був спадкоємцем трону за заповітом шаньюя Хулугу, але внаслідок інтриг втратив цю можливість. Сяньхяньшань і Цзіхоушань перебралися до Китаю. На місце Сяньхяньшаня шаньюй призначив свого родича Босюйтана, а братів Сяньхяньшаня наказав стратити. Коли помер югянь-ван (намісник в роду Югянь) шаньюй поставив свого сина на його місце, але старійшини роду відмовилися підкорятися цьому рішенню, і рід Югянь пішов на схід, спроба повернути їх зазнала поразки.
Невдовзі Гусі-ван вимушен був відбивати новий напад племен ухуань, що стали фактично незалежними. Водночас погіршилися відносини очільників родів з шаньюєм. Тому  57 року до н. е. вони повстали проти Вояньцюйді, зібрали 40-50 тисяч війська й оголосили претендентом на трон Цзіхоушаня. Військо шаньюя, а він втік до західного тукі-вана, проте той відмовив Вояньцюйді в допомозі. Зрештоюй шаньюй наклав на себе руки. Новим володарем було оголошено Цзіхоушаня, що взяв собі ім'я Хухан'є.